# Fraňo Štefunko
Fraňo Štefunko (Vlčkovce, 4 agosto 1903 – Martin, 6 aprile 1974) è stato uno scultore slovacco.
Fu anche insegnante e redattore.

## Biografia
Dopo gli studi artistici a Praga, nel 1932 si trasferì a Martin. Fu redattore della rubrica artistica della rivista letteraria Slovenské pohľady, istruttore di corsi di intaglio e conservatore del Museo nazionale slovacco. Due anni dopo il suo arrivo a  Martina, incominciò a operare autonomamente e divenne uno dei pionieri della scultura slovacca. Oltre ai ritratti di numerose importanti personalità della storia slovacca come Pavol Országh Hviezdoslav e Ján Kollár e a cippi come quello per Miloslav Schmidt si dedicò ai monumenti per la storia slovacca (patrioti del Risorgimento slovacco, caduti delle guerre mondiali, monumenti per l'Insurrezione nazionale slovacca).
Nel 1949 divenne professore all'Alta scuola di arti figurative di Bratislava.
Nel 1959 ricevette dal governo il titolo di artista meritevole e nel 1968 il presidente della repubblica cecoslovacca gli conferì il titolo di artista nazionale per la carriera.
Fu sepolto al Cimitero nazionale di Martin.

## Opere
- Cippo per Miloslav Schmidt al Cimitero nazionale di Martin[2][3]
- Statua di Ján Kollár a Mošovce
- Cippo per Peter Michal Bohúň sulla riva del Danubio davanti alla Galleria nazionale slovacca di Bratislava
- 1950: Monumento all'Armata rossa sulla piazza della Santissima Trinità (già piazza dell'Armata Rossa) di Krupina
- 1957: Cippo per Andrej Sládkovič, a Krupina (realizzato insieme con Dušan Kuzma)
- Pietà nella chiesa della Beata Vergine Maria dei Sette Dolori di Poprad.

## Galleria d'immagini

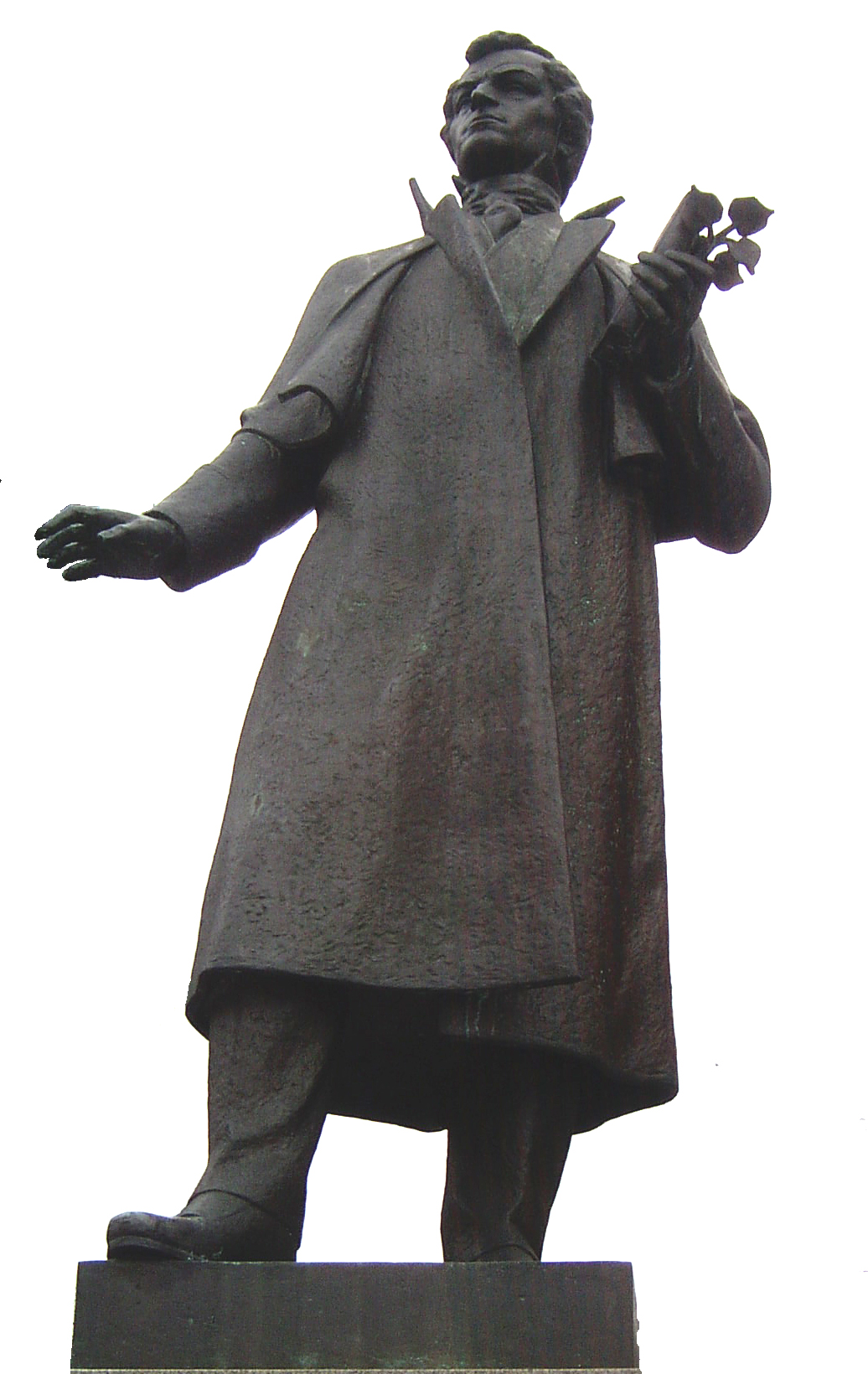
Statua di Ján Kollár a Mošovce
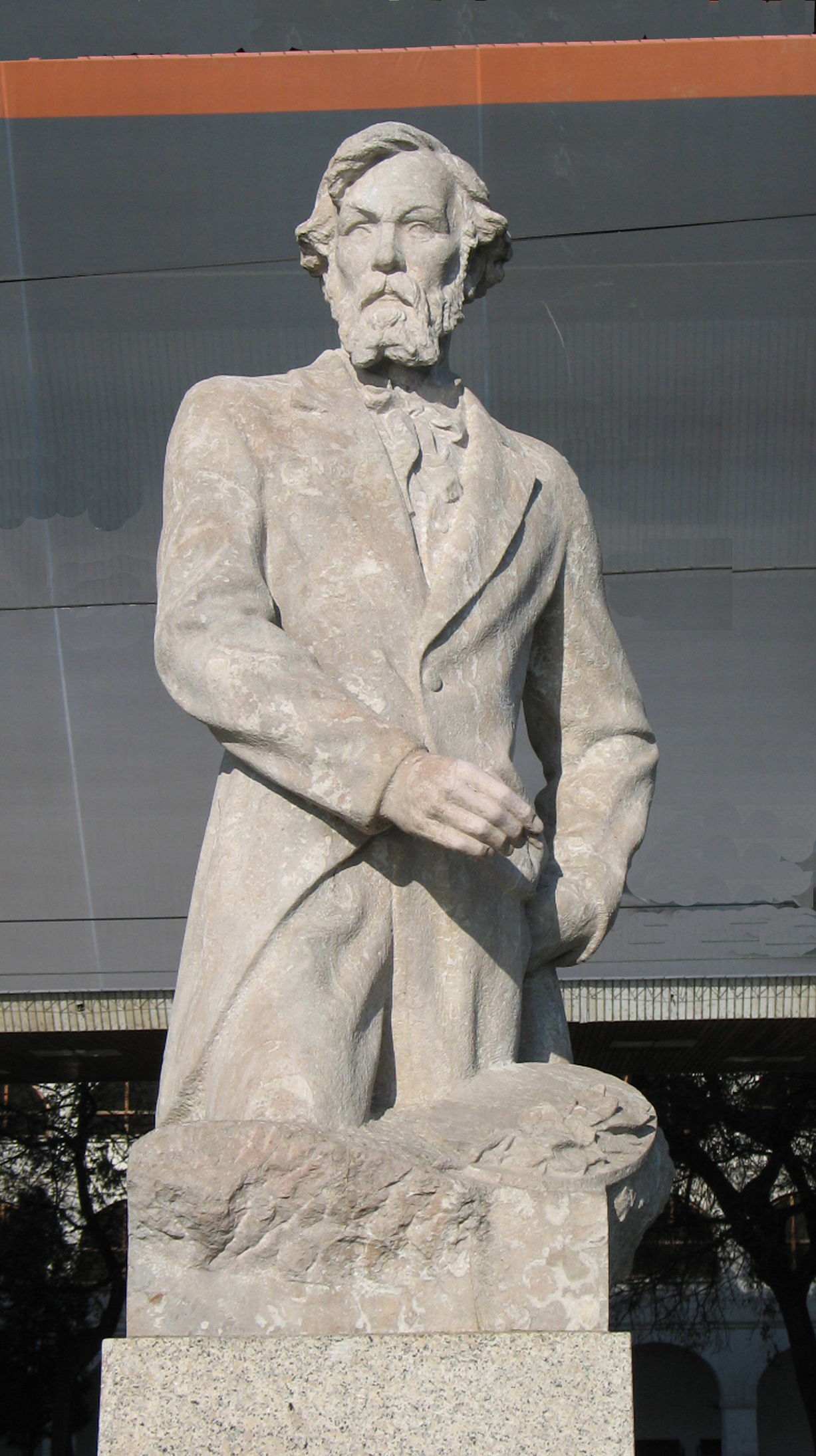
Cippo per Peter Michal Bohúň davanti alla Galleria nazionale slovacca di Bratislava
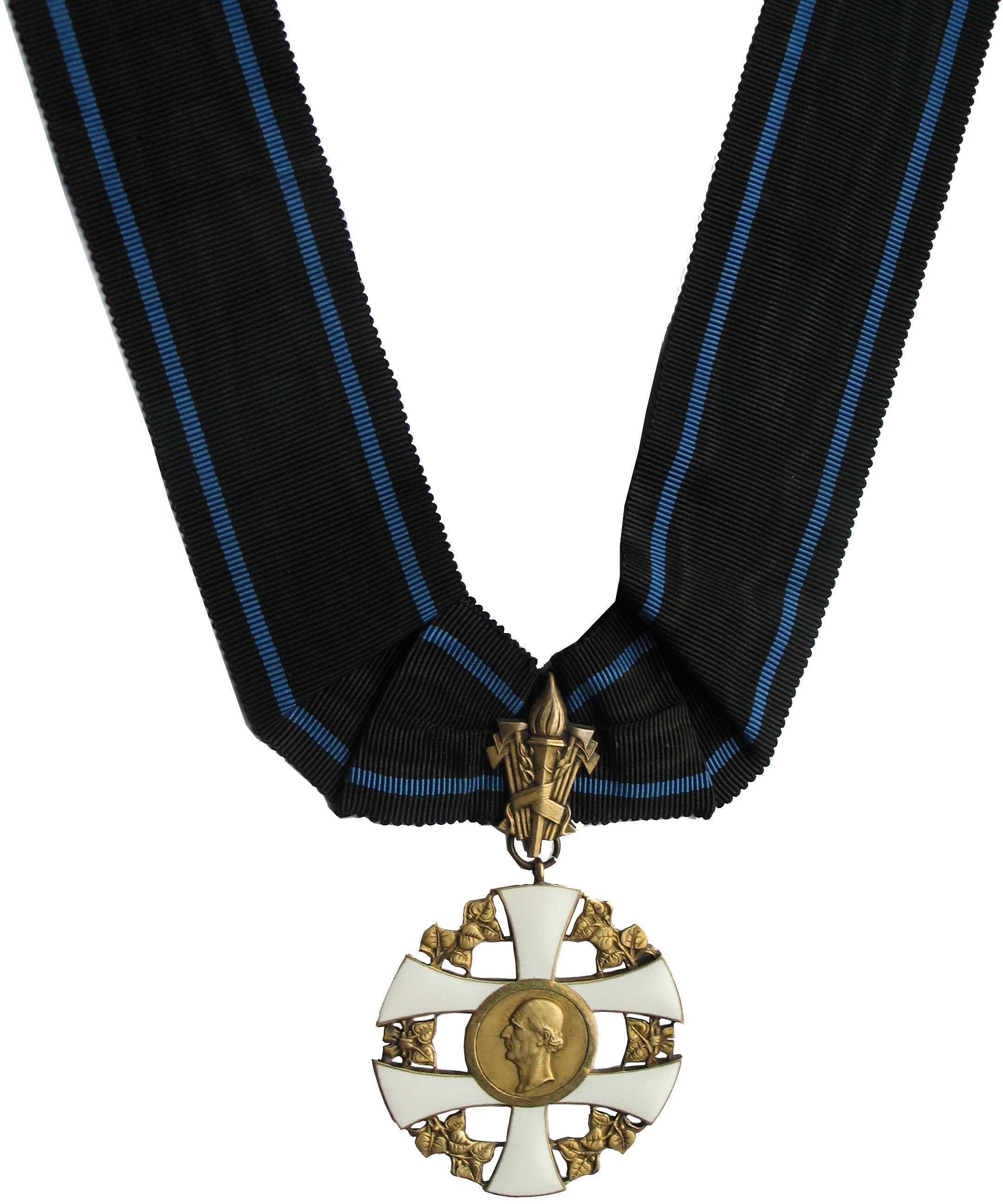
Medaglia dell'Ordine di Andrej Hlinka (1939-1944), recto
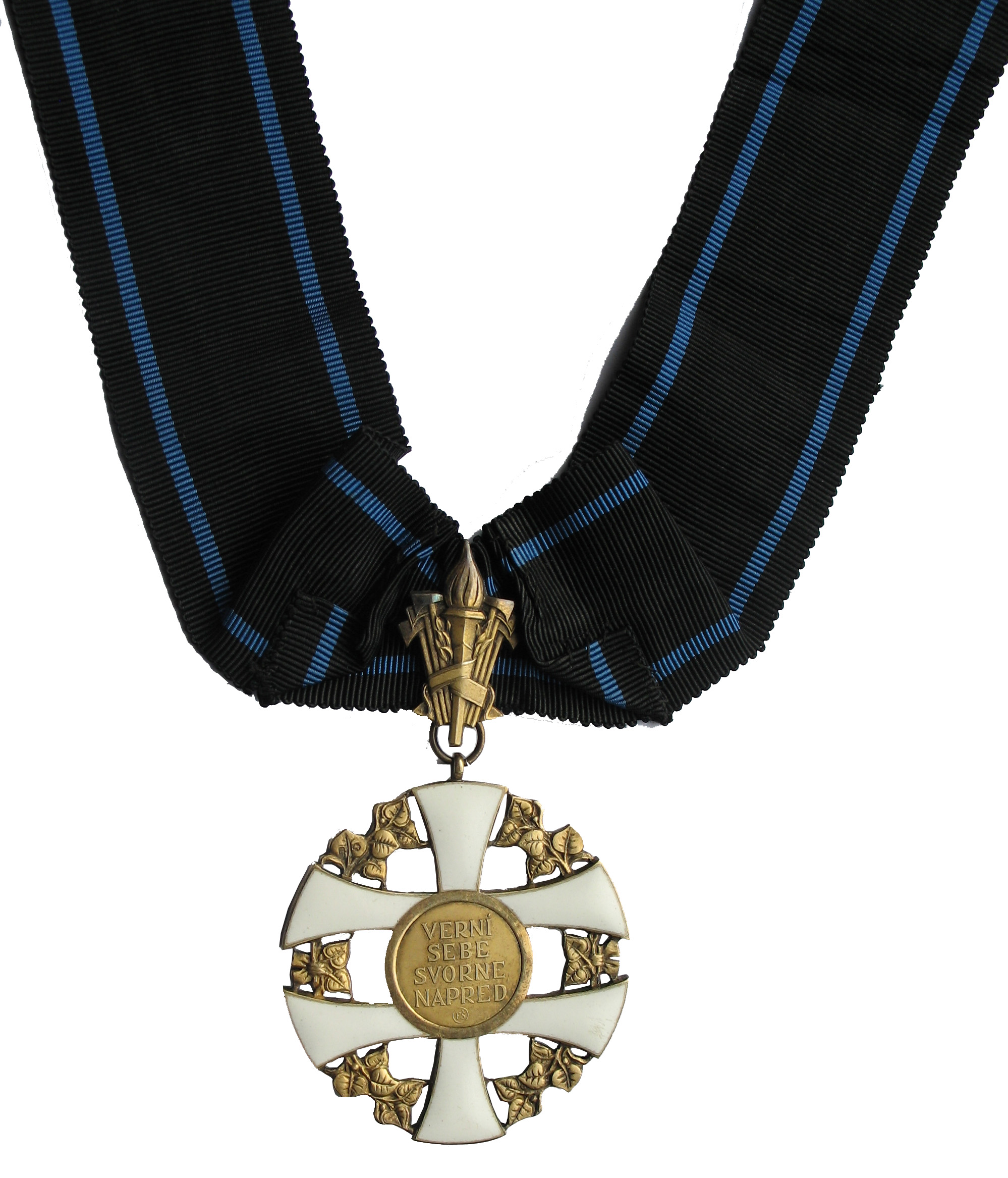
Medaglia dell'Ordine di Andrej Hlinka (1939-1944), verso